# فرودگاه شهرستان سیسید
فرودگاه شهرستان سیسید (به انگلیسی: Seaside Municipal Airport) یک فرودگاه همگانی است که یک باند فرود آسفالت دارد و طول باند آن ۷۱۹ متر است. این فرودگاه در کشور ایالات متحده آمریکا قرار دارد و در ارتفاع ۲ متری از سطح دریا واقع شده است.